# Dionysia archibaldii
Dionysia archibaldii är en viveväxtart som beskrevs av Per Erland Berg Wendelbo. Dionysia archibaldii ingår i släktet Dionysia och familjen viveväxter. Inga underarter finns listade i Catalogue of Life.
Dionysia bazoftica som beskrevs av Ziba Jamzad 1996 är enligt Lidén en synonym till D. archibaldii. Enligt Jamzad skulle arterna skiljas åt då bazoftica har längre hår och några andra mindre skillnader men då typväxten av archibaldii också har längre hår och på alla sätt stämmer med beskrivningen är det samma art.

## Bilder

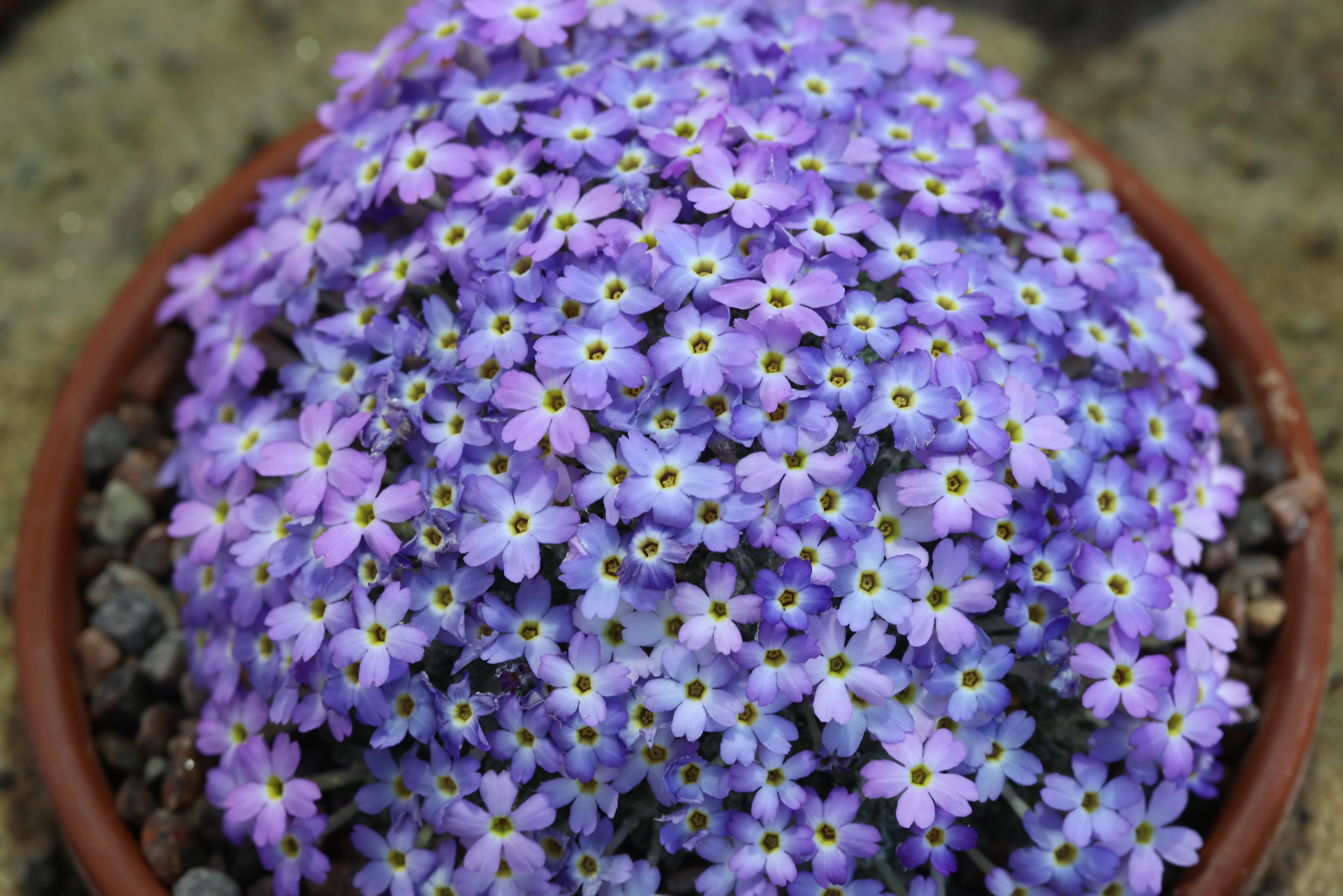
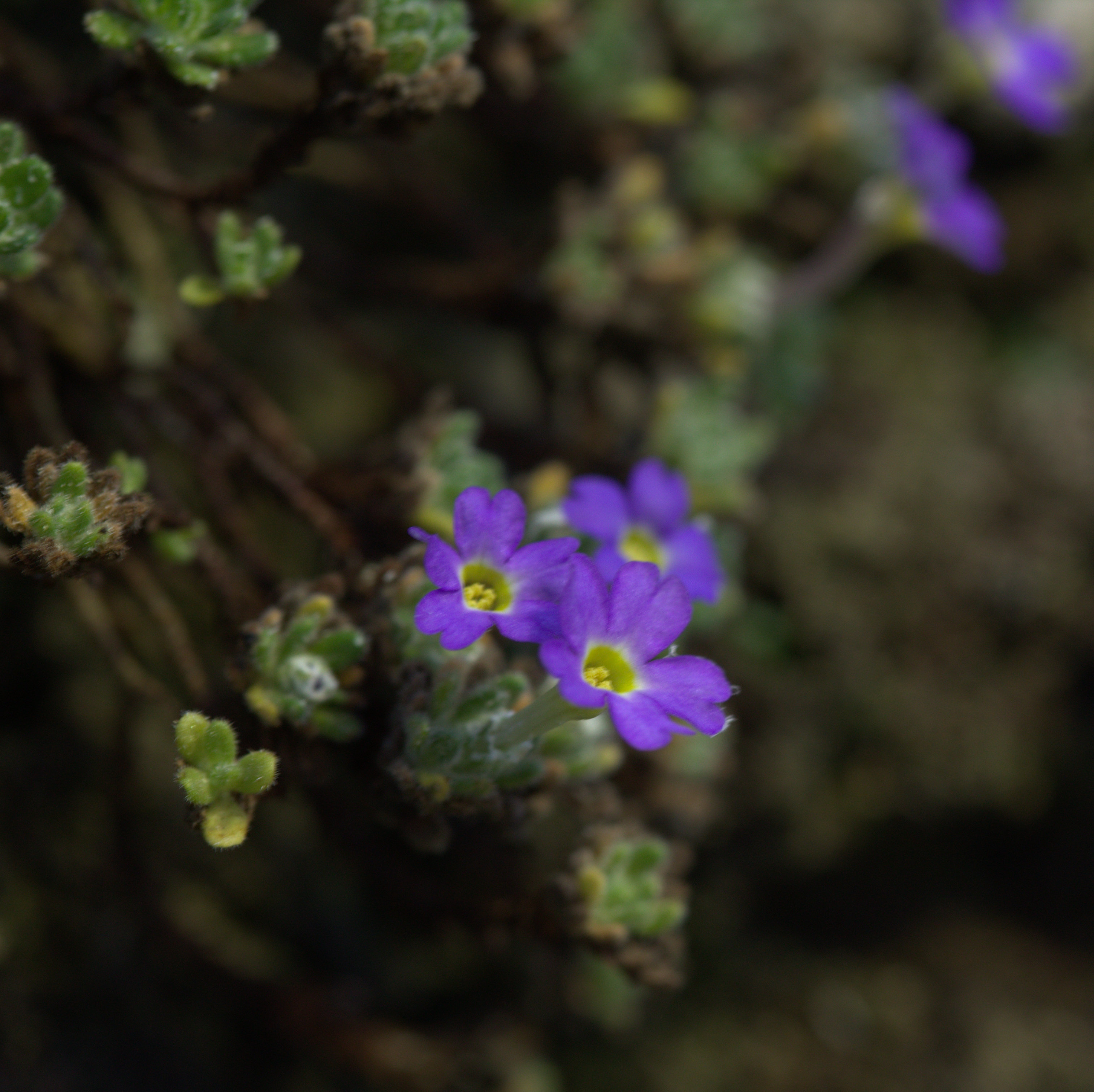
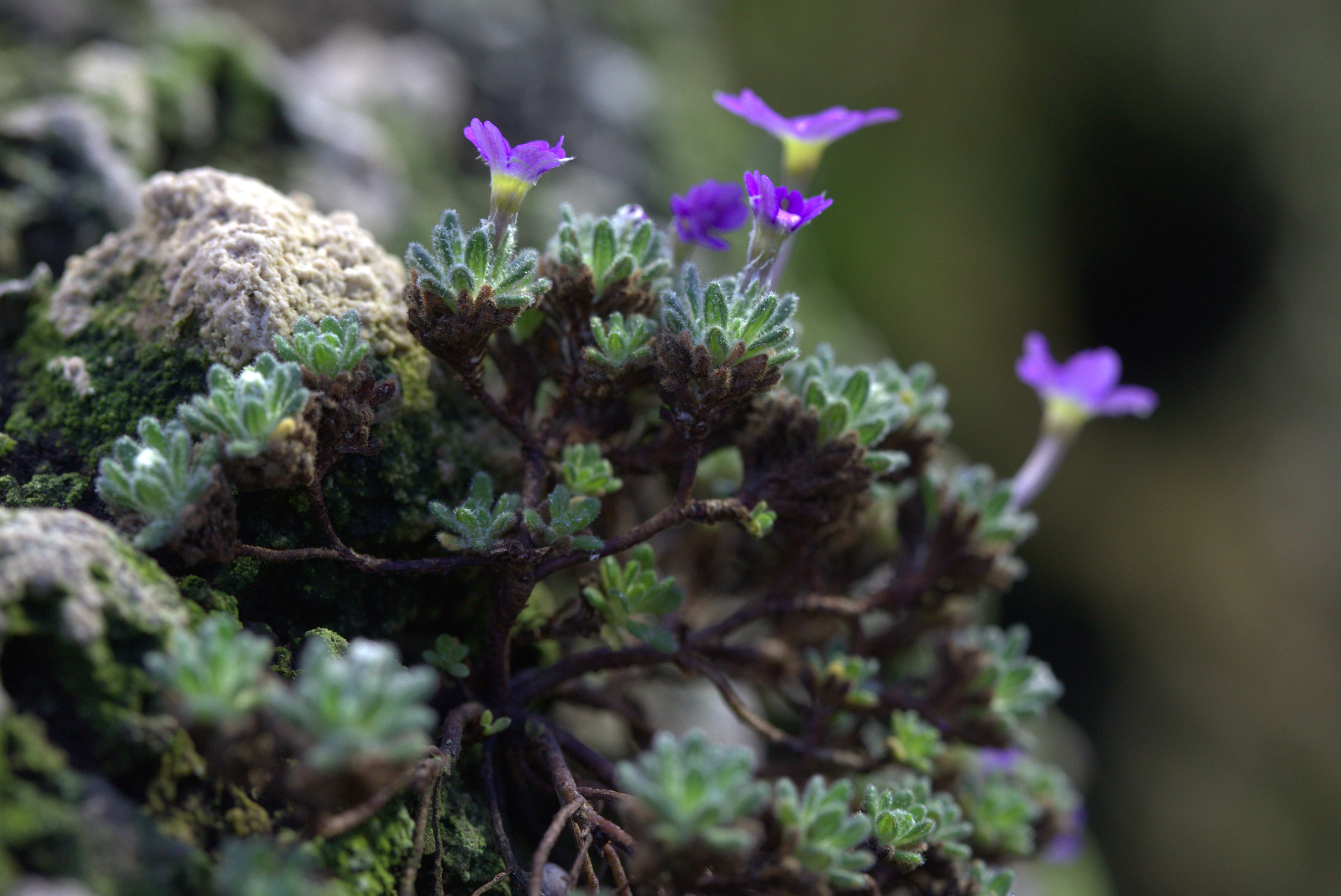
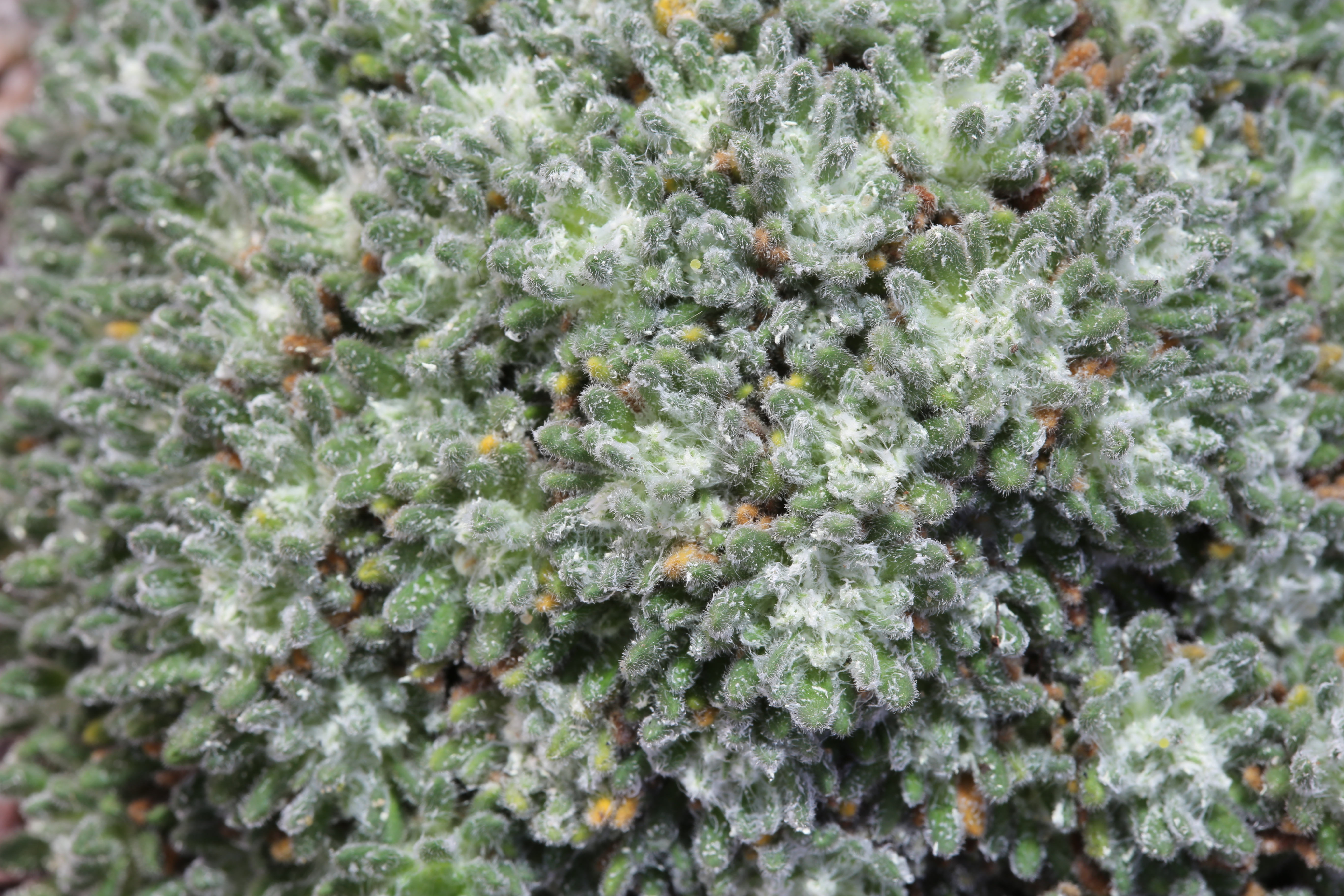